# Петрове (Чернігівський район)
Петро́ве (Петрів Хутір) — село в Україні, у Киселівській сільській громаді Чернігівського району Чернігівської області. Населення становить 36 осіб. До 2019 орган місцевого самоврядування — Боромиківська сільська рада.

## Історія
На мапі 1941 року - хутір Маргуличі, 14 дворів.
12 червня 2020 року, відповідно до розпорядження Кабінету Міністрів України № 730-р «Про визначення адміністративних центрів та затвердження територій територіальних громад Чернігівської області», увійшло до складу Киселівської сільської громади.
19 липня 2020 року, в результаті адміністративно - територіальної реформи та ліквідації Чернігівського району, село увійшло до складу новоутвореного Чернігівського району Чернігівської області.

## Населення

### Мова
Розподіл населення за рідною мовою за даними перепису 2001 року:
| Мова       | Кількість | Відсоток |
| ---------- | --------- | -------- |
| українська | 36        | 100%     |

## Галерея

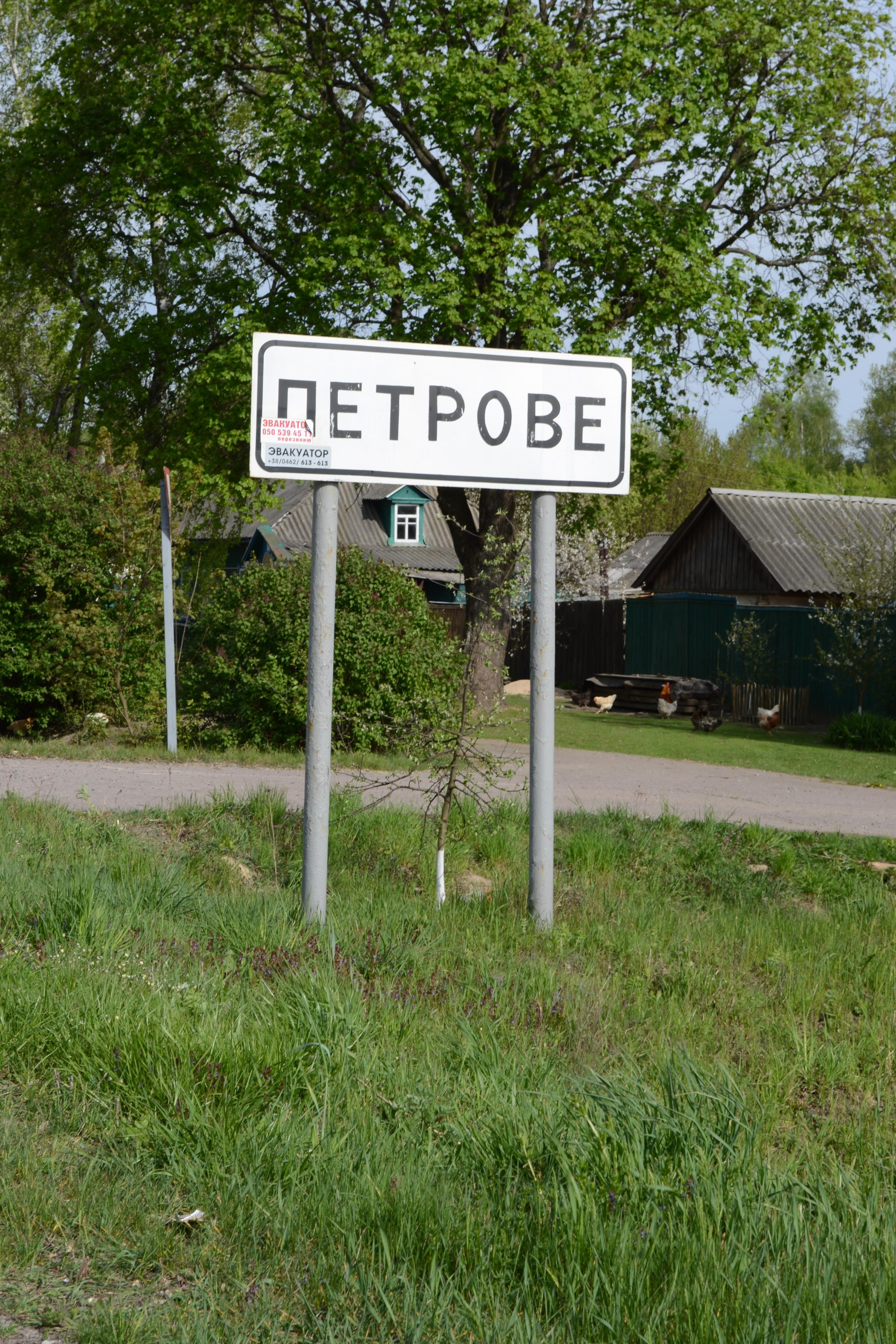
В'їзд до села
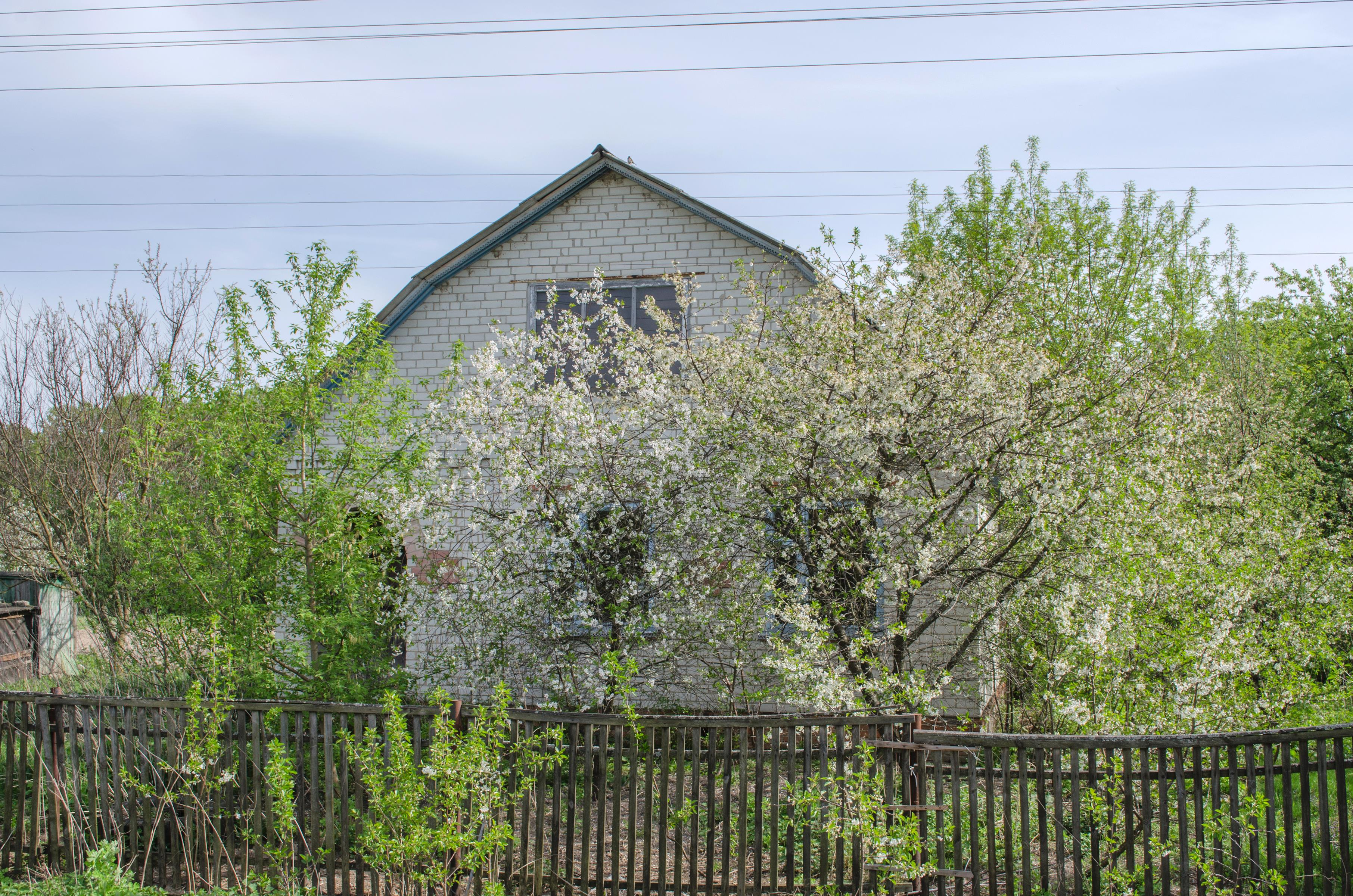
Квітучий двір
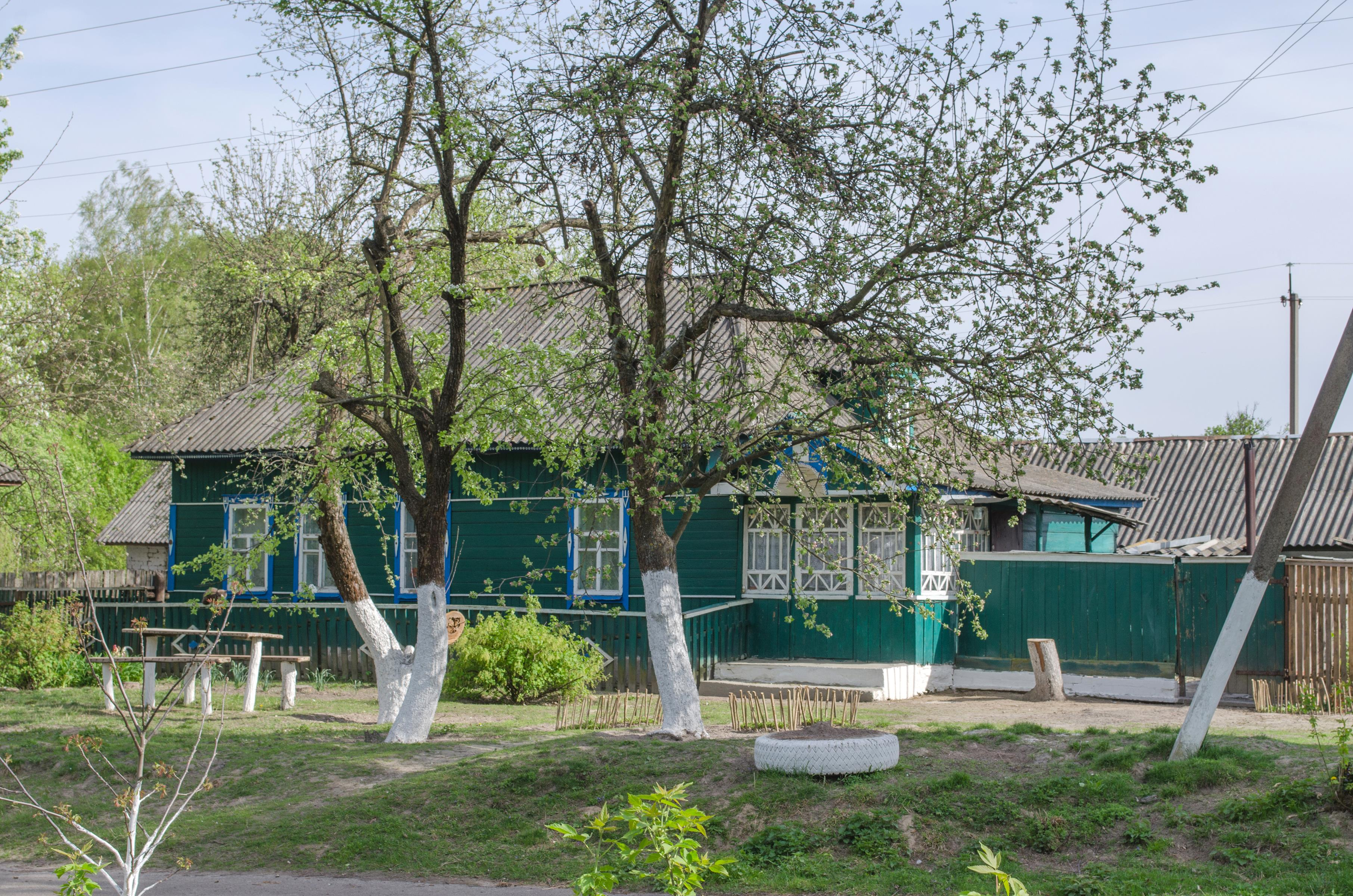
Житловий будинок
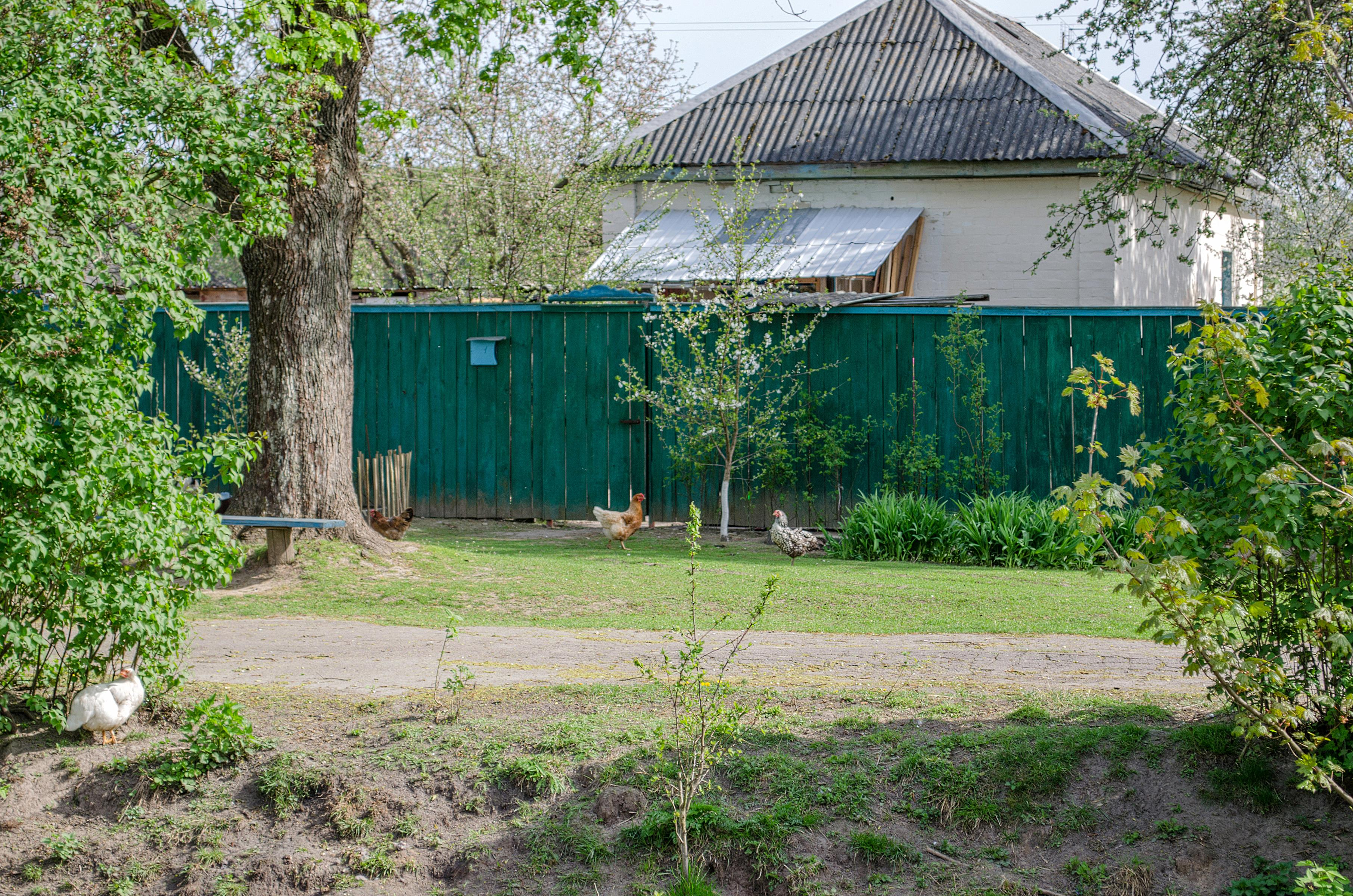
Нв вулиці
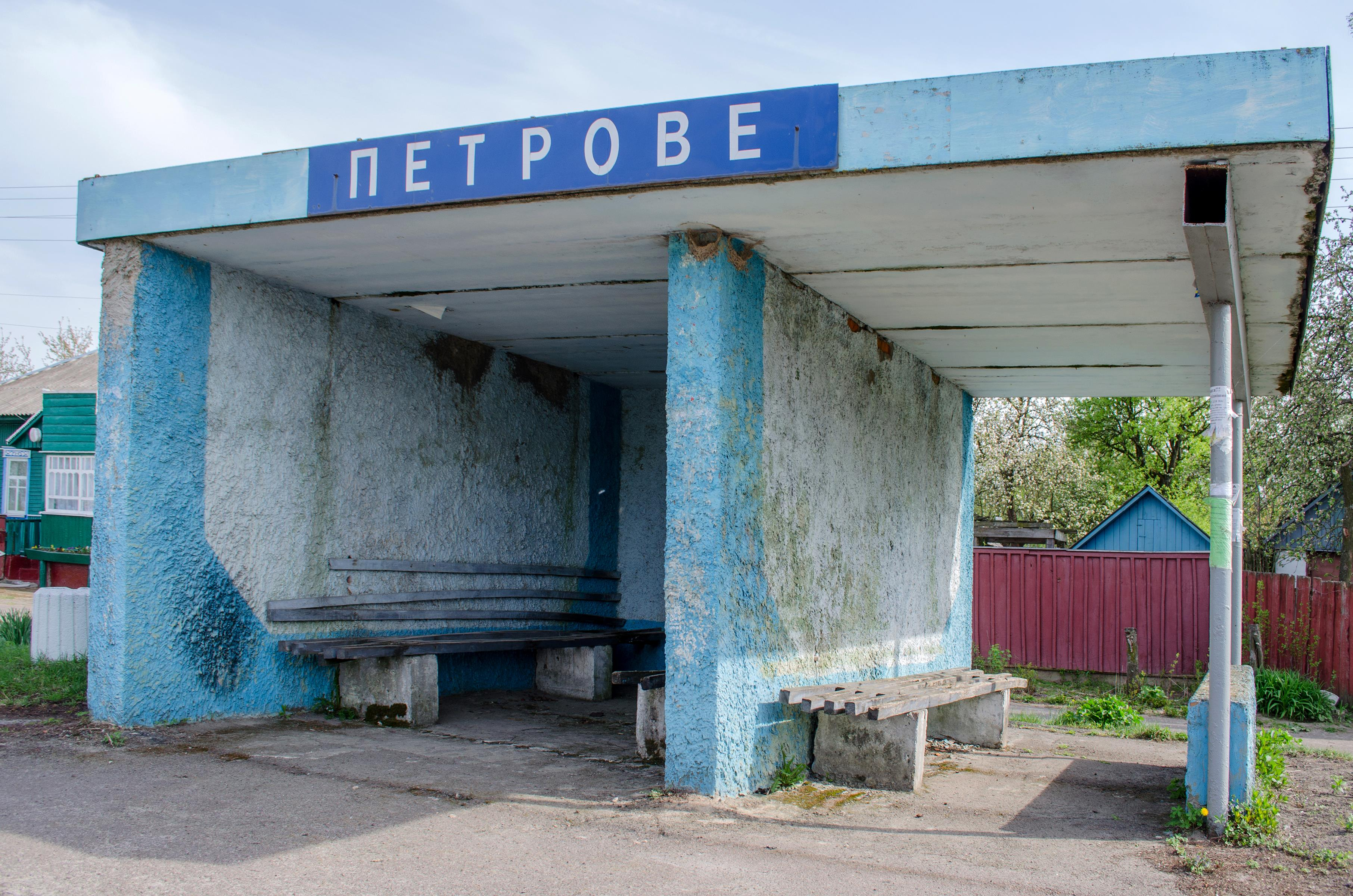
Зупинка